# Patinação artística nos Jogos Olímpicos de Inverno de 2014 – Duplas
A competição de duplas da patinação artística nos Jogos Olímpicos de Inverno de 2014 foi realizado no Iceberg Skating Palace, em Sóchi, Rússia. O programa curto foi disputado no dias 11 de fevereiro e a patinação livre no dia 11 de fevereiro.

## Medalhistas
| Ouro   | RUS Tatiana Volosozhar / Maxim Trankov |
| Prata  | RUS Ksenia Stolbova / Fedor Klimov     |
| Bronze | GER Aliona Savchenko / Robin Szolkowy  |

## Programação
Horário local (UTC+4).
| Data            | Horário | Evento         |
| --------------- | ------- | -------------- |
| 11 de fevereiro | 19:00   | Programa curto |
| 12 de fevereiro | 19:45   | Programa longo |

## Resultados

### Programa curto
| Pos.                                 | Atletas                                     | TSS   | TES   | PCS   | SS   | TR   | PE   | CH   | IN   | Ded   | StN |
| ------------------------------------ | ------------------------------------------- | ----- | ----- | ----- | ---- | ---- | ---- | ---- | ---- | ----- | --- |
| 1                                    | RUS Tatiana Volosozhar / Maxim Trankov      | 84.17 | 45.46 | 38.71 | 9.61 | 9.39 | 9.79 | 9.71 | 9.89 | 0.00  | 17  |
| 2                                    | GER Aliona Savchenko / Robin Szolkowy       | 79.64 | 43.46 | 36.18 | 8.93 | 8.79 | 9.29 | 9.11 | 9.11 | 0.00  | 15  |
| 3                                    | RUS Ksenia Stolbova / Fedor Klimov          | 75.21 | 41.46 | 33.75 | 8.46 | 8.11 | 8.61 | 8.39 | 8.61 | 0.00  | 13  |
| 4                                    | CHN Pang Qing / Tong Jian                   | 73.30 | 39.33 | 33.97 | 8.54 | 8.14 | 8.54 | 8.54 | 8.71 | 0.00  | 19  |
| 5                                    | CAN Meagan Duhamel / Eric Radford           | 72.21 | 39.70 | 32.51 | 8.11 | 8.18 | 8.14 | 8.14 | 8.07 | 0.00  | 14  |
| 6                                    | CAN Kirsten Moore-Towers / Dylan Moscovitch | 70.92 | 38.69 | 32.23 | 7.96 | 7.93 | 8.07 | 8.11 | 8.21 | 0.00  | 20  |
| 7                                    | CHN Peng Cheng / Zhang Hao                  | 70.59 | 40.89 | 29.70 | 7.64 | 7.18 | 7.39 | 7.43 | 7.50 | 0.00  | 4   |
| 8                                    | RUS Vera Bazarova / Yuri Larionov           | 69.66 | 37.49 | 32.17 | 8.00 | 7.75 | 8.18 | 8.11 | 8.18 | 0.00  | 18  |
| 9                                    | USA Marissa Castelli / Simon Shnapir        | 67.44 | 37.87 | 29.57 | 7.29 | 7.25 | 7.50 | 7.46 | 7.46 | 0.00  | 6   |
| 10                                   | FRA Vanessa James / Morgan Ciprès           | 65.36 | 36.19 | 29.17 | 7.36 | 7.14 | 7.36 | 7.21 | 7.39 | 0.00  | 12  |
| 11                                   | ITA Stefania Berton / Ondřej Hotárek        | 63.57 | 32.90 | 30.67 | 7.54 | 7.57 | 7.61 | 7.86 | 7.75 | 0.00  | 16  |
| 12                                   | GER Maylin Wende / Daniel Wende             | 59.25 | 33.20 | 27.05 | 6.93 | 6.57 | 6.68 | 6.75 | 6.89 | –1.00 | 9   |
| 13                                   | CAN Paige Lawrence / Rudi Swiegers          | 58.97 | 32.69 | 26.28 | 6.39 | 6.43 | 6.71 | 6.61 | 6.71 | 0.00  | 11  |
| 14                                   | USA Felicia Zhang / Nathan Bartholomay      | 56.90 | 32.07 | 24.83 | 6.18 | 6.07 | 6.25 | 6.36 | 6.18 | 0.00  | 7   |
| 15                                   | ISR Andrea Davidovich / Evgeni Krasnopolski | 53.38 | 30.24 | 23.14 | 5.89 | 5.61 | 5.82 | 5.89 | 5.71 | 0.00  | 5   |
| 16                                   | ITA Nicole Della Monica / Matteo Guarise    | 51.64 | 30.76 | 21.88 | 5.57 | 5.25 | 5.46 | 5.64 | 5.43 | –1.00 | 2   |
| Não avançaram para a patinação livre |                                             |       |       |       |      |      |      |      |      |       |     |
| 17                                   | AUT Miriam Ziegler / Severin Kiefer         | 49.62 | 28.36 | 21.26 | 5.43 | 5.04 | 5.39 | 5.36 | 5.36 | 0.00  | 3   |
| 18                                   | JPN Narumi Takahashi / Ryuichi Kihara       | 48.45 | 27.48 | 20.97 | 5.43 | 4.96 | 5.29 | 5.29 | 5.25 | 0.00  | 1   |
| 19                                   | GBR Stacey Kemp / David King                | 44.98 | 24.66 | 21.32 | 5.36 | 5.25 | 5.25 | 5.50 | 5.29 | –1.00 | 8   |
| 20                                   | UKR Julia Lavrentieva / Yuri Rudyk          | 44.30 | 23.33 | 20.97 | 5.39 | 4.93 | 5.29 | 5.36 | 5.25 | 0.00  | 10  |

### Patinação livre
| Pos. | Atletas                                     | TSS    | TES   | PCS   | SS   | TR   | PE   | CH   | IN   | Ded   | StN |
| ---- | ------------------------------------------- | ------ | ----- | ----- | ---- | ---- | ---- | ---- | ---- | ----- | --- |
| 1    | RUS Tatiana Volosozhar / Maxim Trankov      | 152.69 | 74.86 | 77.83 | 9.61 | 9.46 | 9.82 | 9.79 | 9.96 | 0.00  | 14  |
| 2    | RUS Ksenia Stolbova / Fedor Klimov          | 143.47 | 72.27 | 71.20 | 8.71 | 8.61 | 9.00 | 9.04 | 9.14 | 0.00  | 13  |
| 3    | CHN Pang Qing / Tong Jian                   | 136.58 | 67.62 | 68.96 | 8.57 | 8.43 | 8.57 | 8.71 | 8.82 | 0.00  | 15  |
| 4    | GER Aliona Savchenko / Robin Szolkowy       | 136.14 | 66.95 | 71.19 | 8.96 | 8.79 | 8.64 | 9.04 | 9.07 | –2.00 | 16  |
| 5    | CAN Kirsten Moore-Towers / Dylan Moscovitch | 131.18 | 64.91 | 66.27 | 8.21 | 8.00 | 8.32 | 8.39 | 8.50 | 0.00  | 10  |
| 6    | RUS Vera Bazarova / Yuri Larionov           | 129.94 | 65.04 | 64.90 | 8.07 | 7.96 | 8.00 | 8.32 | 8.21 | 0.00  | 11  |
| 7    | CAN Meagan Duhamel / Eric Radford           | 127.32 | 64.25 | 64.07 | 8.00 | 8.11 | 7.93 | 8.07 | 7.93 | –1.00 | 9   |
| 8    | CHN Peng Cheng / Zhang Hao                  | 125.13 | 64.81 | 61.32 | 7.86 | 7.50 | 7.57 | 7.71 | 7.68 | −1.00 | 12  |
| 9    | USA Marissa Castelli / Simon Shnapir        | 120.38 | 61.25 | 59.13 | 7.39 | 7.29 | 7.43 | 7.46 | 7.39 | 0.00  | 6   |
| 10   | ITA Stefania Berton / Ondřej Hotárek        | 115.51 | 58.68 | 57.83 | 7.25 | 7.18 | 6.96 | 7.46 | 7.29 | –1.00 | 5   |
| 11   | FRA Vanessa James / Morgan Ciprès           | 114.07 | 57.74 | 58.33 | 7.39 | 7.18 | 7.21 | 7.39 | 7.29 | –2.00 | 7   |
| 12   | USA Felicia Zhang / Nathan Bartholomay      | 110.31 | 60.11 | 50.20 | 6.36 | 6.11 | 6.29 | 6.36 | 6.25 | 0.00  | 1   |
| 13   | GER Maylin Wende / Daniel Wende             | 107.00 | 52.12 | 54.88 | 6.86 | 6.79 | 6.61 | 7.00 | 7.04 | −1.00 | 8   |
| 14   | CAN Paige Lawrence / Rudi Swiegers          | 103.01 | 53.83 | 50.18 | 6.36 | 6.18 | 6.11 | 6.39 | 6.32 | −1.00 | 2   |
| 15   | ISR Andrea Davidovich / Evgeni Krasnopolski | 94.35  | 48.22 | 47.13 | 5.96 | 5.82 | 5.79 | 6.07 | 5.82 | –1.00 | 4   |
| 16   | ITA Nicole Della Monica / Matteo Guarise    | 86.22  | 43.38 | 44.84 | 5.71 | 5.64 | 5.32 | 5.82 | 5.54 | −2.00 | 3   |

### Geral
| Pos.                                 | Atletas                                     | Pontos totais | SP | SP    | FS | FS     |
| ------------------------------------ | ------------------------------------------- | ------------- | -- | ----- | -- | ------ |
| Medalha de ouro                      | RUS Tatiana Volosozhar / Maxim Trankov      | 236.86        | 1  | 84.17 | 1  | 152.69 |
| Medalha de prata                     | RUS Ksenia Stolbova / Fedor Klimov          | 218.68        | 3  | 75.21 | 2  | 143.47 |
| Medalha de bronze                    | GER Aliona Savchenko / Robin Szolkowy       | 215.78        | 2  | 79.64 | 4  | 136.14 |
| 4                                    | CHN Pang Qing / Tong Jian                   | 209.88        | 4  | 73.30 | 3  | 136.58 |
| 5                                    | CAN Kirsten Moore-Towers / Dylan Moscovitch | 202.10        | 6  | 70.92 | 5  | 131.18 |
| 6                                    | RUS Vera Bazarova / Yuri Larionov           | 199.60        | 8  | 69.66 | 6  | 129.94 |
| 7                                    | CAN Meagan Duhamel / Eric Radford           | 199.53        | 5  | 72.21 | 7  | 127.32 |
| 8                                    | CHN Peng Cheng / Zhang Hao                  | 195.72        | 7  | 70.59 | 8  | 125.13 |
| 9                                    | USA Marissa Castelli / Simon Shnapir        | 187.82        | 9  | 67.44 | 9  | 120.28 |
| 10                                   | FRA Vanessa James / Morgan Ciprès           | 179.43        | 10 | 65.36 | 11 | 114.07 |
| 11                                   | ITA Stefania Berton / Ondřej Hotárek        | 179.08        | 11 | 63.57 | 10 | 115.51 |
| 12                                   | USA Felicia Zhang / Nathan Bartholomay      | 167.21        | 14 | 56.90 | 12 | 110.31 |
| 13                                   | GER Maylin Wende / Daniel Wende             | 166.25        | 12 | 59.25 | 13 | 107.00 |
| 14                                   | CAN Paige Lawrence / Rudi Swiegers          | 161.98        | 13 | 58.97 | 14 | 103.01 |
| 15                                   | ISR Andrea Davidovich / Evgeni Krasnopolski | 147.73        | 15 | 53.38 | 15 | 94.35  |
| 16                                   | ITA Nicole Della Monica / Matteo Guarise    | 137.86        | 16 | 51.64 | 16 | 86.22  |
| Não avançaram para a patinação livre |                                             |               |    |       |    |        |
| 17                                   | AUT Miriam Ziegler / Severin Kiefer         | 49.62         | 17 | 49.62 | —  | —      |
| 18                                   | JPN Narumi Takahashi / Ryuichi Kihara       | 48.45         | 18 | 48.45 | —  | —      |
| 19                                   | GBR Stacey Kemp / David King                | 44.98         | 19 | 44.98 | —  | —      |
| 20                                   | UKR Julia Lavrentieva / Yuri Rudyk          | 44.30         | 20 | 44.30 | —  | —      |

Legenda
| Recorde mundial      | Recorde mundial (World record)               |                       | Recorde africano                      | Recorde africano (African) |                                           | Q | Classificado por posição (Qualified) |
| Recorde olímpico     | Recorde olímpico (Olympic record)            | Recorde da América    | Recorde da América (Americas)         | q                          | Classificado por melhor tempo (Qualified) |   |                                      |
| Melhor marca do ano  | Melhor marca do ano (World leading)          | Recorde asiático      | Recorde asiático (Asian)              | DNS                        | Não largou (Did not start)                |   |                                      |
| Recorde nacional     | Recorde nacional (National record)           | Recorde europeu       | Recorde europeu (European)            | DNF                        | Não terminou (Did not finish)             |   |                                      |
| Recorde pessoal      | Recorde pessoal do atleta (Personal best)    | Recorde da Oceania    | Recorde da Oceania (Oceania)          | DSQ / DQ                   | Desclassificado (Disqualified)            |   |                                      |
| Recorde da temporada | Recorde da temporada do atleta (Season best) | Recorde sul-americano | Recorde sul-americano (South America) | NM                         | Sem marca (No mark)                       |   |                                      |